# Dasybranchus eisigi
Dasybranchus eisigi är en ringmaskart som beskrevs av Green 2002. Dasybranchus eisigi ingår i släktet Dasybranchus och familjen Capitellidae. Inga underarter finns listade i Catalogue of Life.